# Mühlberg (Feldkirchen-Westerham)
Mühlberg ist ein Ortsteil der Gemeinde Feldkirchen-Westerham im Landkreis Rosenheim. Die Einöde liegt auf einer Höhe von 583 m ü. NN östlich des Ortsteils Feldkirchen und hat vier Einwohner (Stand 31. Dezember 2004).

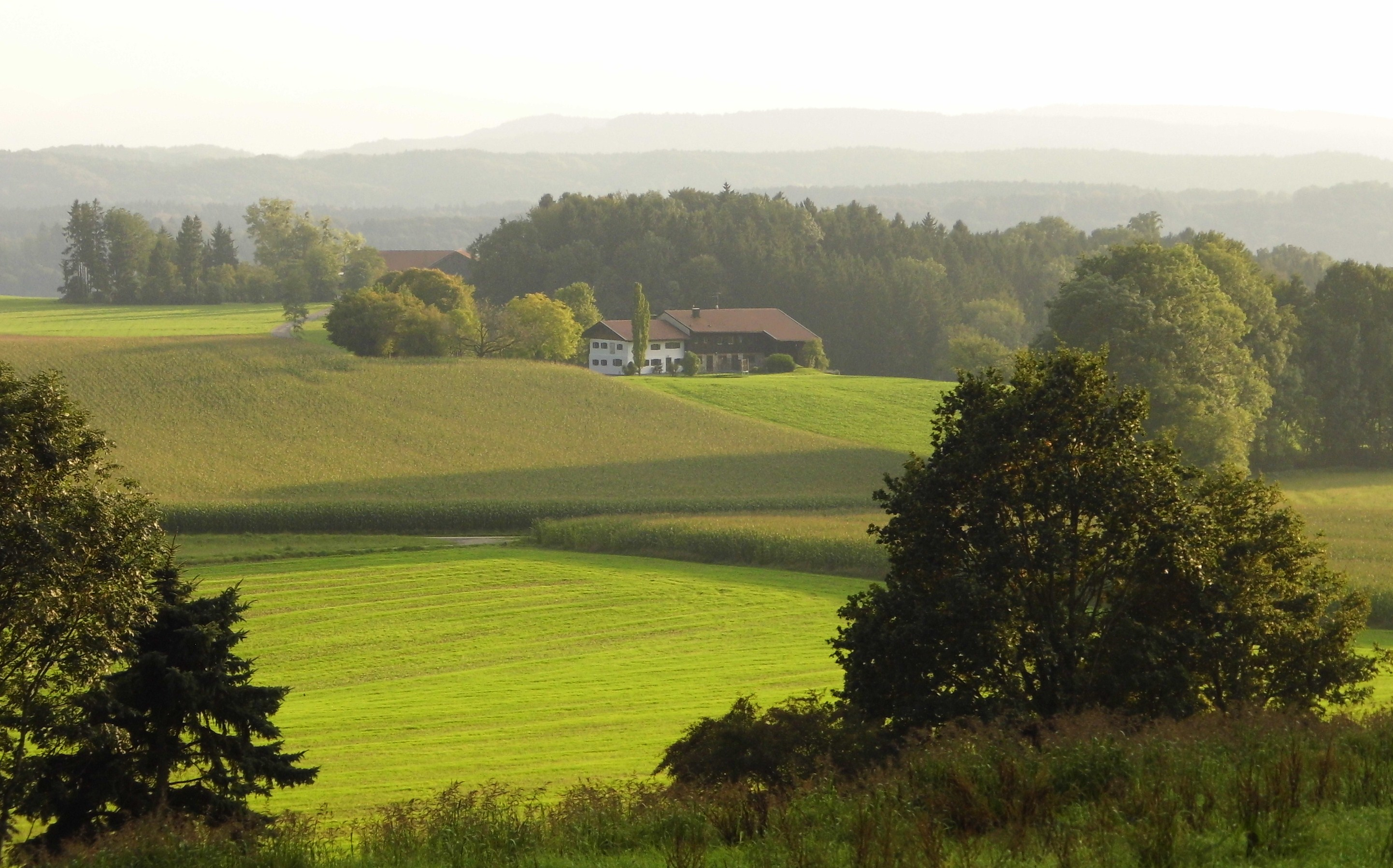
Mühlberg, Einöde d. Gde. Feldkirchen-Westerham

Koordinaten: 47° 54′ N, 11° 52′ O